# Hessische Bergstraße

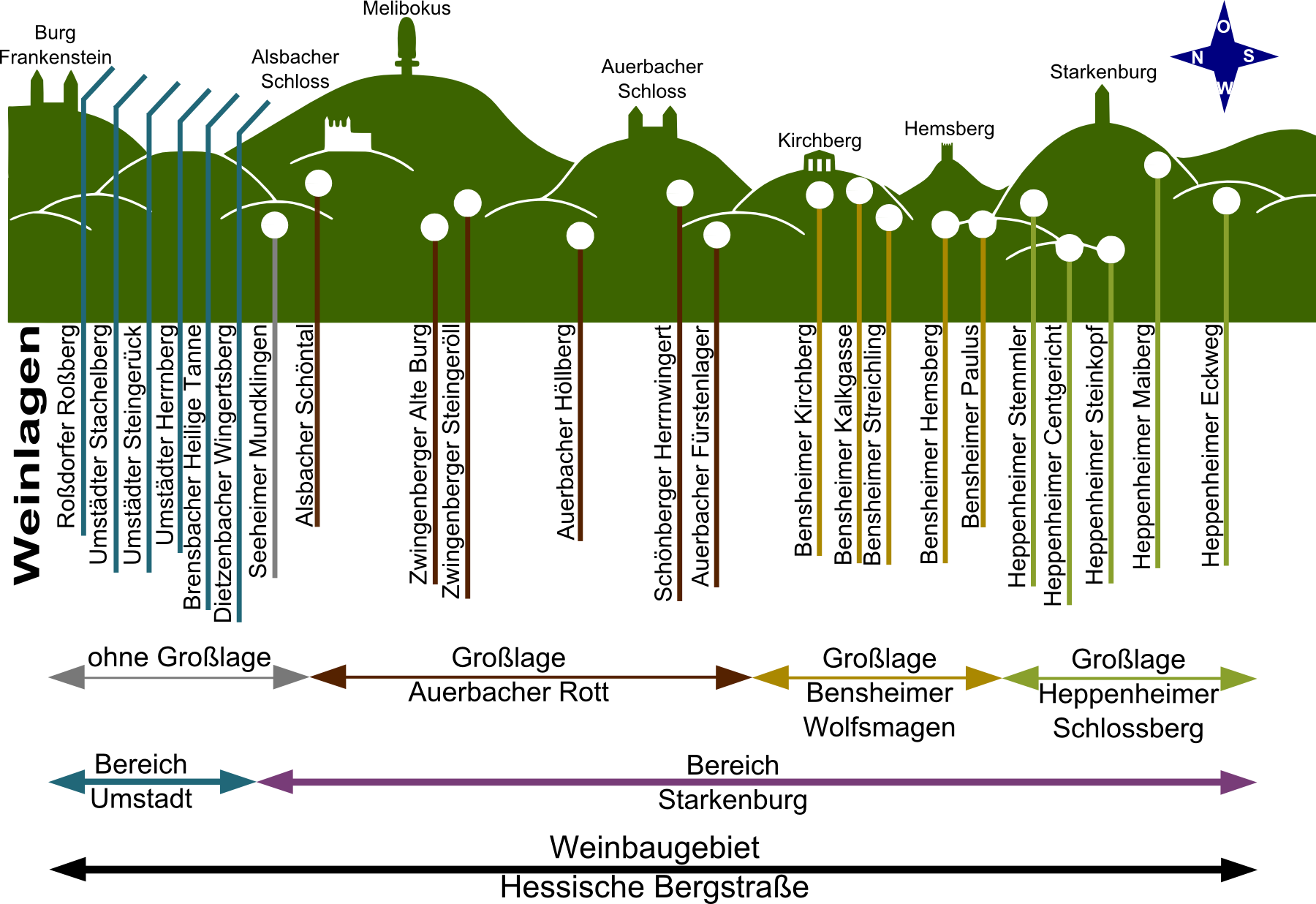
Die Weinlagen und Bereiche der Hessischen Bergstraße

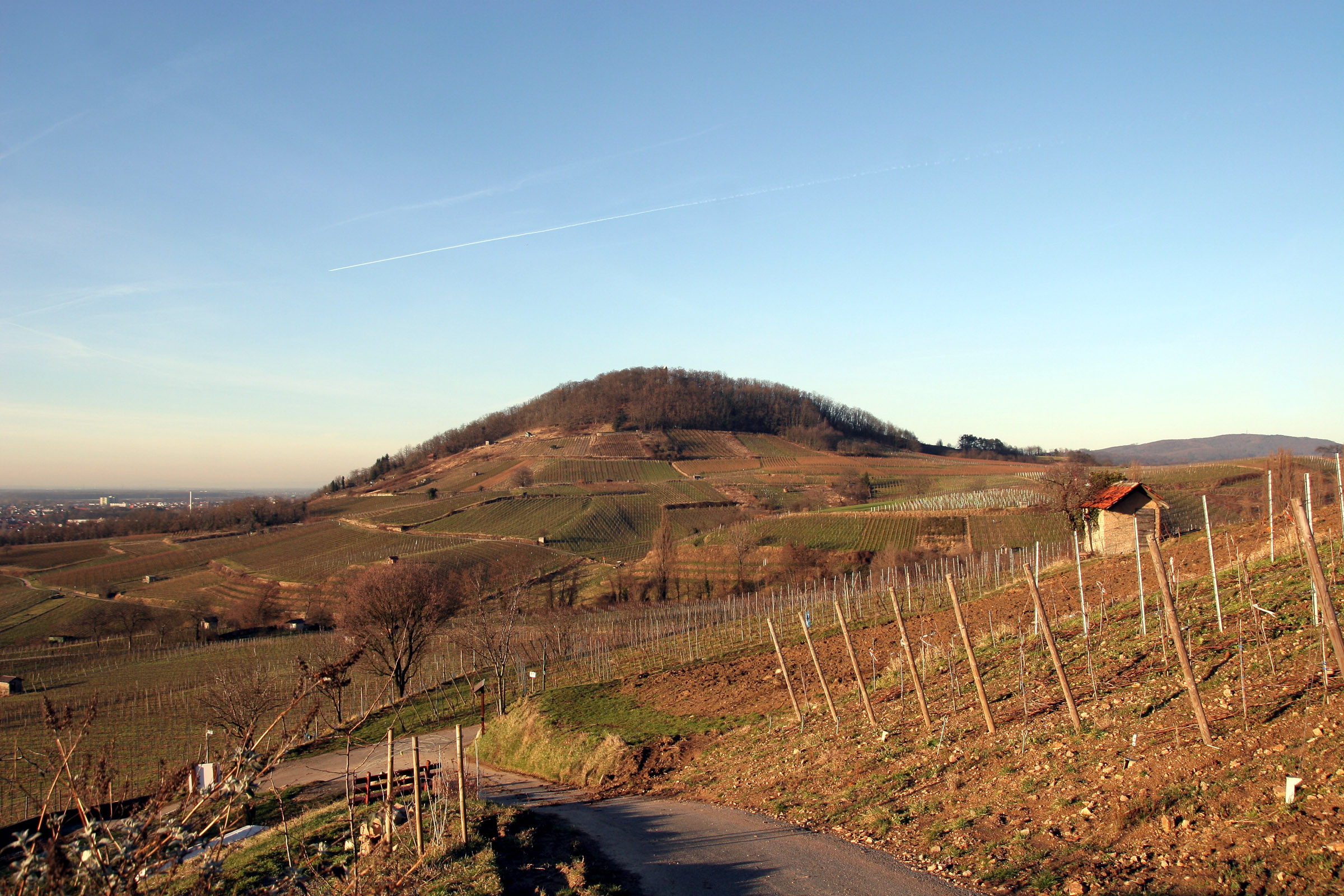
Blick von der Lage Stemmler in nördliche Richtung auf den Hemsberg

Das Weinbaugebiet Hessische Bergstraße nach § 3 Abs. 1 Nr. 4 Weingesetz in Hessen, am Westhang des Odenwaldes zur Oberrheinischen Tiefebene hin gelegen, umfasst die Weinbaubereiche Starkenburg und Umstadt sowie zwei bereichsfreie Einzellagen in Dietzenbach und Brensbach. Mit etwa 463 ha Anbaufläche (Stand 2020) ist es eines der kleinsten Weinbaugebiete Deutschlands.

## Definition des bestimmten Anbaugebietes
Die Rebflächen in den Städten und Gemeinden Alsbach-Hähnlein, Brensbach, Bensheim, Dietzenbach, Groß-Umstadt, Heppenheim (Bergstraße), Roßdorf, Seeheim-Jugenheim und Zwingenberg bilden das bestimmte Anbaugebiet für Qualitätswein Hessische Bergstraße.
Das Gebiet ist deckungsgleich mit dem Landweingebiet Starkenburger Landwein nach der Weinverordnung § 2 sowie Teil des wesentlich größeren Gebiets Landwein Rhein.

## Lage
Das Weinbaugebiet befindet sich am Westhang und den nördlichen Ausläufern des Odenwaldes. Es erstreckt sich von Seeheim-Jugenheim und Alsbach mit wenigen Weinbergen im Norden bis zur Hessisch–Baden-Württembergischen Landesgrenze südlich von Heppenheim. Die größten Anbauflächen befinden sich zwischen Zwingenberg und Heppenheim.
Im Norden sind bei Roßdorf und Dietzenbach kleinere und bei Groß-Umstadt größere Anbauflächen, die als „Odenwälder Weininsel“ geografisch nicht mehr zur Bergstraße gehören. Im Süden schließt sich der Weinbaubereich Badische Bergstraße des Weinbaugebietes Baden an.

## Klima
Das milde Klima der Bergstraße, die auch als Riviera Deutschlands bezeichnet wird, ist für den Weinbau besonders förderlich. Hinzu kommen die für die Reben günstigen Böden. Das Gelände ist stark zerklüftet und hat viele Steillagen. Diese anspruchsvollen Lagen, zudem in einer Gegend mit im Bundesvergleich relativ hohen Lebenshaltungskosten, macht die Bearbeitung der Weingärten mühsam und kostenintensiv.

Die Hessische Bergstraße zwischen Hemsberg (links), Hubenhecke (Bildmitte) und Starkenburg (rechts)

Die Bergstraße liegt im Regenschatten der bewaldeten Höhen des nach Osten ausgerichteten Odenwalds. Dieser hemmt den Abfluss nächtlicher Kaltluft in die darunter gelegenen Weinberge.
Im 30-jährigen Mittel (1981–2010) ergaben sich folgende Werte:
- Niederschläge: 763 mm in 12 Monaten, 476 mm in der Vegetationszeit (Messstelle Heppenheim)
- Sonnenscheinstunden: 1.685 Stunden in 12 Monaten, 1.328 Stunden in der Vegetationszeit (Messstelle Darmstadt)
- Mittlere Jahrestemperatur: 10,9 °C, 15,9 °C in der Vegetationszeit (Messstelle Heppenheim)

## Geschichte
Als eigenständiges Weinbaugebiet existiert die Hessische Bergstraße erst seit 1971. Zuvor bildete sie zusammen mit der Badischen Bergstraße das Weinbaugebiet Bergstraße. Ein neues Weingesetz machte damals Umstrukturierungsmaßnahmen in Baden notwendig. Baden beanspruchte den Teil der Bergstraße, der innerhalb seiner Landesgrenzen liegt. Dies betrifft den Bereich südlich von Heppenheim. Der nördliche Teil der Bergstraße, eben die Hessische Bergstraße, sollte ursprünglich dem Rheingau zugeschlagen werden. Da dies aber weder geographisch, noch verwaltungstechnisch sinnvoll erschien, entstand das damals kleinste Weinbaugebiet Deutschlands.
Mit dem Weinbau begannen vermutlich die Römer vor etwa 2.000 Jahren an der Strata montana (Bergstraße). Urkundlich wird der Weinbau erstmals im 8. Jahrhundert im Lorscher Codex (Codex Laureshamensis) erwähnt.

## Fläche und Ertrag
Die Anbaufläche betrug im Jahr 2020 etwa 463 ha (= 4,6 km2), davon 452 ha im Ertrag. Damit ist die Hessische Bergstraße eines der kleinsten Weinbaugebiete Deutschlands. Der Ertrag an Weinmost lag im mehrjährigen Durchschnitt bei 66,2 hl/ha. Dies entspricht etwa 0,3 % der deutschen Weinproduktion. Der Wein wird überwiegend per Selbstvermarktung an Endverbraucher im Anbaugebiet vertrieben. Die relativ kleine Anbaufläche wird durch eine verhältnismäßig große Anzahl von Winzern bewirtschaftet. Über 600 Winzer sind in der Bergsträßer Winzer e.G. in Heppenheim und in der Odenwälder Winzergenossenschaft in Groß-Umstadt zusammengeschlossen. Es gibt eine Vielzahl kleiner Weinberge mit vielen Feierabend- oder Hobbywinzern.

## Lagen und Rebsorten

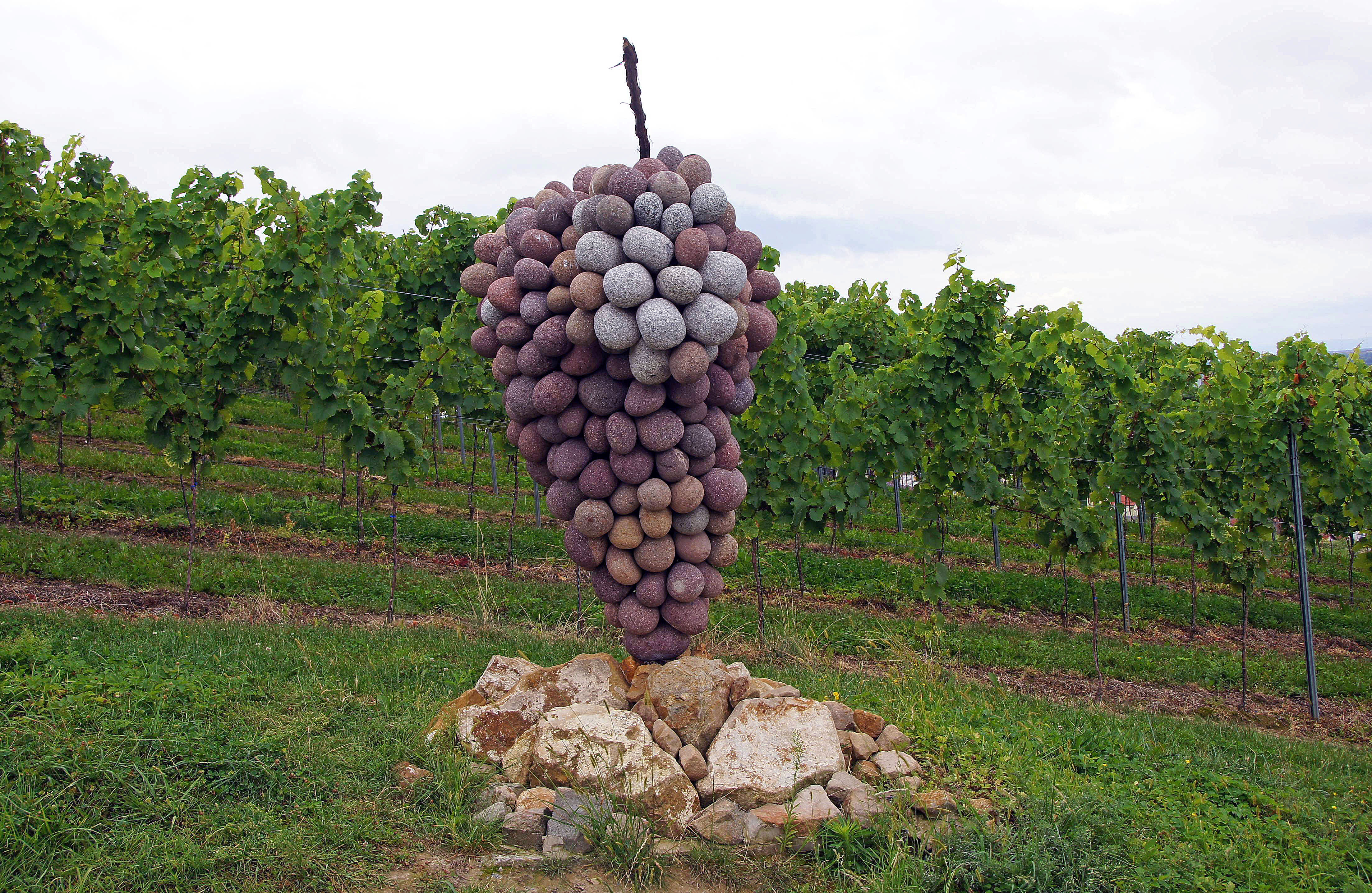
Die überdimensionierte Weinrebe im Stein- und Wein-Lehrwanderweg in den Weinbergen zwischen Heppenheim und Bensheim

Das Weinbaugebiet ist in zwei Bereiche unterteilt: Umstadt (großlagenfrei) und Starkenburg mit den drei Großlagen: Auerbacher Rott, Bensheimer Wolfsmagen und Heppenheimer Schloßberg und seit 2015 insgesamt 24 Einzellagen.
Die Lagen teilen sich wie folgt auf:

### Bereich Starkenburg
- Seeheimer Mundklingen (großlagenfrei)
- Großlage Auerbacher Rott mit den Einzellagen Alsbacher Schöntal, Zwingenberger Alte Burg (in Zwingenberg und Auerbach), Zwingenberger Steingeröll, Auerbacher Höllberg, Schönberger Herrnwingert, Auerbacher Fürstenlager (in Auerbach, Bensheim und Schönberg),
- Großlage Bensheimer Wolfsmagen mit den Einzellagen Bensheimer Kirchberg, Bensheimer Kalkgasse, Bensheimer Streichling (in Bensheim und Zell) Bensheimer Hemsberg (in Bensheim, Zell und Gronau) und Bensheimer Paulus
- Großlage Heppenheimer Schloßberg mit den Einzellagen Heppenheimer Centgericht (17 ha), Heppenheimer Stemmler (105 ha in Heppenheim und Unter-Hambach), Heppenheimer Steinkopf (35,9 ha in Heppenheim und Unter-Hambach), Heppenheimer Maiberg (in Heppenheim, Unter Hambach und Erbach) und Heppenheimer Eckweg (115,6 ha). Bis 2005 gab es noch die 19,6 ha große Einzellage Heppenheimer Guldenzoll, im Süden von Heppenheim, in der Nähe der Landesgrenze gelegen. Sie wurde der Lage Heppenheimer Eckweg einverleibt.[9]

Die Hessische Bergstraße ist bekannt für ihre herausragenden Rieslinge. Mit etwa 38,9 % stellt der Riesling auch die mit Abstand häufigste Rebsorte an der Bergstraße dar. Es folgen mit 12,5 % Grauburgunder, 11,0 % Spätburgunder und 5,4 % Müller-Thurgau. Die Weißweine haben zusammen einen Anteil von 79 %. In den letzten Jahren wird auch vermehrt der Rote Riesling angebaut und angeboten, um eine autochthone Rebsorte für die Hessische Bergstraße anbieten zu können. Rotweine sind zwar mit den verbleibenden 21 % deutlich in der Minderheit, aber ihr Anteil steigt stetig an. Hier werden vor allem die Sorten Spätburgunder, Dornfelder und St. Laurent angebaut. Zur Überraschung vieler finden sich an der Hessischen Bergstraße aber auch südeuropäische Sorten wie der Primitivo oder Cabernet Sauvignon, die im milden Klima gut gedeihen und spannende Weine hervorbringen.

### Bereich Umstadt

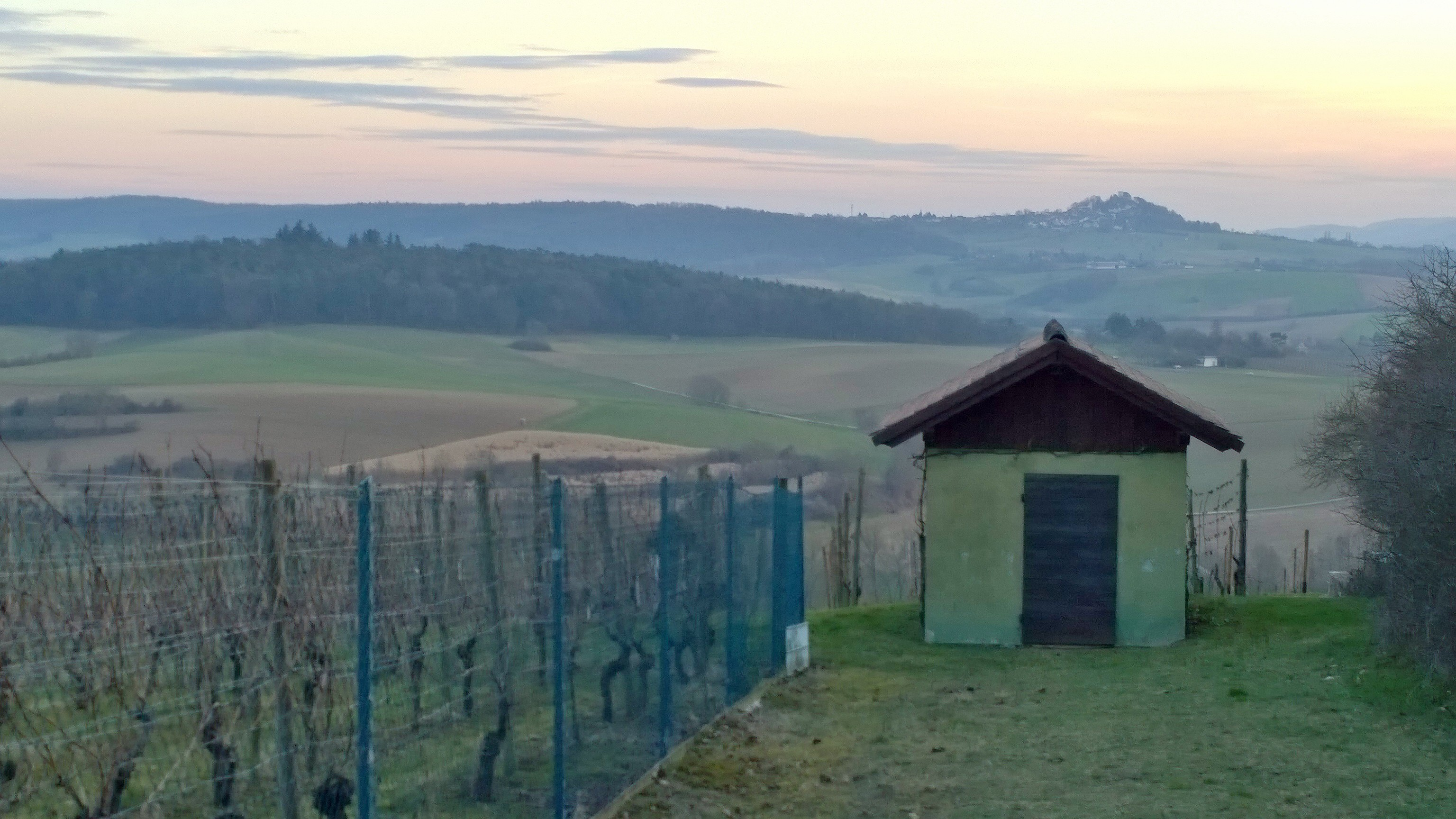
Blick von der Einzellage Herrnberg ins Tal der Waschenbach, zur Veste Otzberg in Richtung Süden in den Odenwald

Im Bereich Umstadt sind die großlagenfreien Einzellagen Roßdorfer Roßberg, Umstädter Stachelberg (in Klein-Umstadt und Kleestadt), Umstädter Steingerück (in Groß-Umstadt) und Umstädter Herrnberg (in Groß-Umstadt und Heubach).
Unter anderem werden angebaut Riesling (29 %), aus welchen in manchen Jahren sogar Trockenbeerauslesequalitäten gewonnen werden, Müller-Thurgau (15 %), welcher durch den Lössboden eine ungewöhnlich hohe Qualität erreicht, Silvaner (10 %), Kerner (5 %), und weitere wie Scheurebe, Weißer Burgunder, Chardonnay, Ehrenfelser, Gewürztraminer und Grauer Burgunder.
Häufig werden aus verschiedenen Rebsorten Auslese- und Spätlese-Qualitäten angebaut, in vielen Jahren gar Beerenauslesen, Trockenbeerenauslesen und Eisweine.
Bei den Rotweinen dominieren Spätburgunder und Dornfelder, ferner werden angebaut Portugieser, Regent, Acolon, Domina und weitere.

### Bereichsfreie Einzellagen
Ferner sind die bereichsfreien Einzellagen Brensbacher Heilige Tanne definiert, derzeit nicht bewirtschaftet, und der Dietzenbacher Wingertsberg, bewirtschaftet als kleinste eingetragene Lage Deutschlands. Eine Großlage besteht im Bereich Umstadt nicht.

### Heppenheimer Centgericht

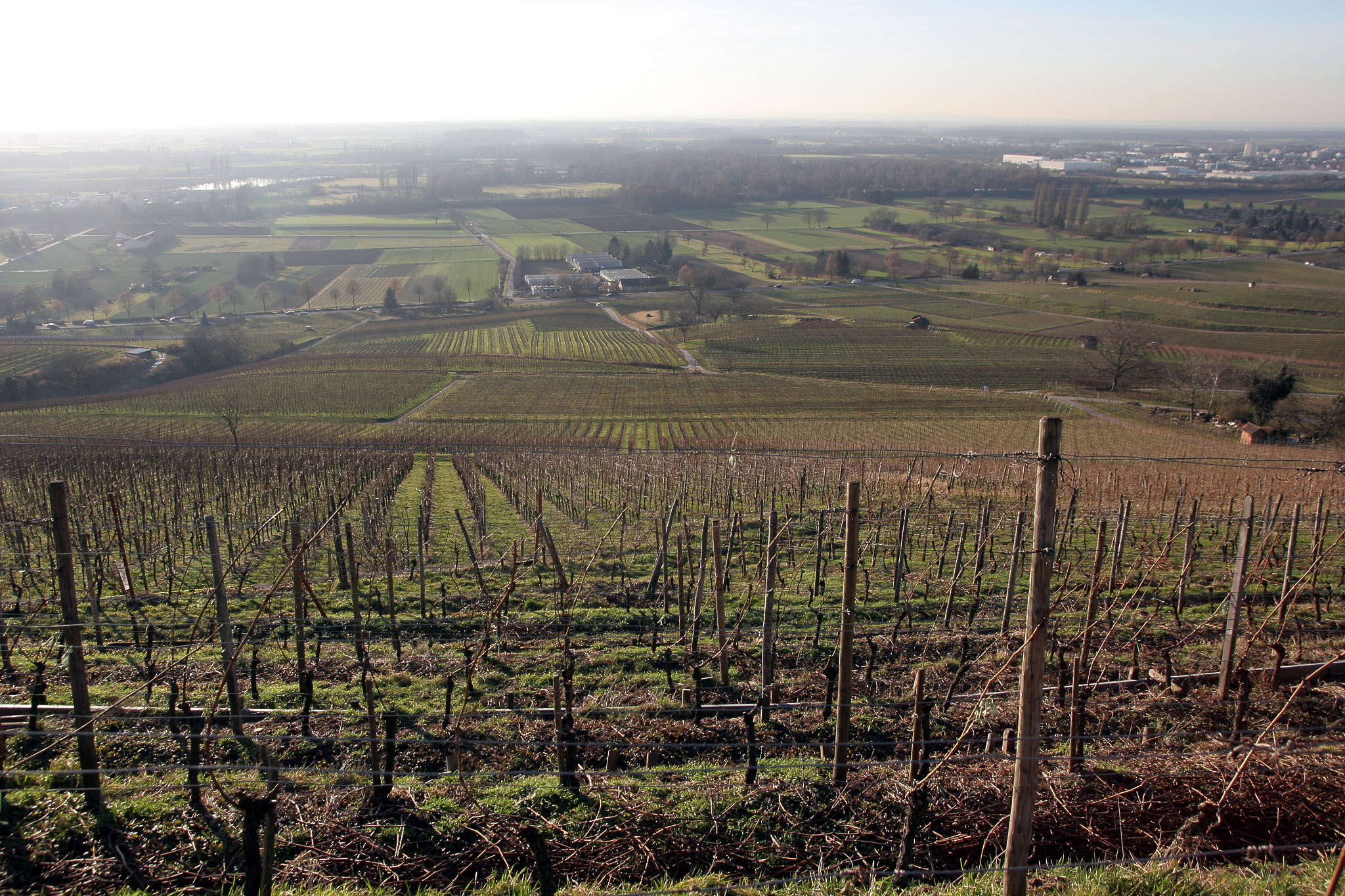
Die Weinlage Heppenheimer Stemmler. Im Tal die Bundesstraße B3

Die Weinlage Heppenheimer Centgericht ist nach der ehemaligen Gerichtsstätte am Heppenheimer Landberg benannt. Dort war früher der Standort des Hessischen Rebmuttergartens. 1927 wurde dieser zur Erzeugung von reblausresistenten Unterlagsreben für die Herstellung von Pfropfreben errichtet. Die Rebfläche beträgt ca. 17 ha, wovon Riesling und Ruländer (Grauburgunder) etwa 70 % Anteil haben. Den Rest teilen sich Gewürztraminer und Spätburgunder. Die Lage zeichnet sich durch klimatisch begünstigte Südwest- bis West-Hänge aus. Die Reben gedeihen auf leichten und teilweise sandigen Lehmböden. Dem Wein wird eine fruchtige, blumige feine und nachhaltige Note nachgesagt.

### Heppenheimer Stemmler
1480 wurde er als Stemmeler, zuvor als Stennühel (Steinhügel) erwähnt. Die Rebfläche beträgt ca. 105 ha, die eine weit ausgedehnte Süd-, Süd-West- und Westlage rund um die Bergkuppe der Hubenhecke bilden. Auch hier dominiert der Rieslinganbau. Daneben finden sich Ruländer, Silvaner, Weißburgunder und Spätburgunder. Die Reben wachsen teilweise auf granithaltigem Untergrund mit Löß- und Lehmböden. Am Fuß des Hanges befindet sich auch Flugsand. Die Lage ist bekannt für herzhafte, kräftige und vorwiegend trocken ausgebaute Weine.

### Weingüter und Weinvermarktung
Die Hessischen Staatsweingüter stellen an der Bergstraße das einzige VDP-Weingut und bewirtschaften mit insgesamt 32,6 ha allein 7,5 % der Rebfläche. Zu den DLG-empfohlenen Weingütern dort zählen die Bergsträßer Winzer eG, die Odenwälder Winzergenossenschaft und als Privatbetrieb das Weingut Simon-Bürkle in Zwingenberg.
Von den 381 Weinbaubetrieben an der Hessische Bergstraße zählen 145 zu den Selbstvermarktern von Most, Fasswein und Flaschenwein. 294 dieser Betriebe bewirtschaften eine Rebfläche von mehr als 1 ha. Unter diesen wiederum verfügen 22 Selbstvermarkter über jeweils mehr als 10 ha und damit zusammen über etwa ein Drittel aller Rebflächen der Hessischen Bergstraße. Die 236 nicht selbst vermarktenden Betriebe sind mit 287 ha Rebfläche in Winzergenossenschaften organisiert.

## Weinköniginnen
Das Weinbaugebiet Hessische Bergstraße wählt jedes Jahr eine Gebietsweinkönigin, die Bergsträßer Weinkönigin. Sie repräsentiert das Anbaugebiet und seine Weine bei Veranstaltungen als Werbe- und Sympathieträger.
Amtierende Weinkönigin 2024/25 ist Katja Simon aus Zwingenberg.
Petra Gärtner war 2001/2002 die bisher einzige Deutsche Weinkönigin von der Hessischen Bergstraße. Mit Christel Emmerich aus Groß-Umstadt (1978/1979), Lisa Edling aus Roßdorf (2003/2004), Caroline Guthier aus Heppenheim (2015/2016), Charlotte Freiberger aus Heppenheim (2017/2018) und Carolin Hillenbrand aus Heppenheim (2019/2020) kamen bisher fünf Deutsche Weinprinzessinnen von der Hessischen Bergstraße.

## Veranstaltungen
In Bensheim (zum ersten September-Wochenende) und Groß-Umstadt (am ersten Wochenende nach dem 15. September) finden einmal im Jahr Winzerfeste statt, in Zwingenberg der Weinmarkt (am Pfingstwochenende auf dem historischen Marktplatz im Herzen der Altstadt). In Heppenheim wird der Bergsträßer Weinmarkt veranstaltet (er findet jährlich für 10 Tage statt, und zwar vom letzten Juniwochenende bis zum ersten Juliwochenende; es kommen bis zu 100.000 Besucher).

### Weinlagenwanderung
Am 1. Mai eines jeden Jahres wird von den Jungwinzern im Weinbauverband der Hessischen Bergstraße die Weinlagenwanderung ausgerichtet. Sie führt auf etwa 16 km Länge durch die Weinlagen von Zwingenberg bis nach Heppenheim und kann in beide Richtungen erwandert werden. Die Route folgt überwiegend dem „Bergsträßer Weinlagenweg“ der mit weißem Römer bei grüner Aufschrift WLW durchgängig gut ausgeschildert ist. Auch ist ein Zugang in jedem gewünschten Bereich entlang der Bundesstraße 3 möglich (der Weg beginnt in Alsbach und führt durch die Weinberge oberhalb und teilweise durch die Städte Zwingenberg, Auerbach, Bensheim und Heppenheim und endet an der hessisch-badischen Grenze). Entlang der Strecke gibt es dauerhaft aufgestellte Infotafeln, die über die Weinlagen und das Weinanbaugebiet „Hessische Bergstraße“ informieren. Während der Weinlagenwanderung sind unterwegs etwa acht Versorgungsstationen (mit dem Angebot: Käse, Wurst, Brezeln und Winzerbrötchen) und dabei befindlichen Probierständen der lokalen Winzer aufgebaut, und zwar in den Lagen von Nord nach Süd: „Steingeröll“, „Höllberg“, „Fürstenlager“, „Kirchberg“, „Streichling“, „Paulus“, „Steinkopf“ und „Schlossberg“. Ungefähr 150 ehrenamtliche Helfer sind im Einsatz. Der Erlös kommt komplett dem Weinbauverband Hessische Bergstraße für Werbezwecke zugute. Anfragen anderer Interessierter, entlang der Weinlagenwanderungs-Route eigene Stände aufzubauen, werden ausnahmslos „zur Bewahrung des Charakters der Weinlagenwanderung“ zurückgewiesen. Die Weinlagenwanderung findet seit 1988 statt. Die Teilnehmerzahlen liegen im Bereich von etwa 5.000 (1988) über etwa 30.000 bis 40.000 (2024).